# Битва при Альте Весте
Битва при Альте Весте — сражение Тридцатилетней войны между силами Швеции и Священной Римской империи, состоявшееся 31 августа (9 сентября) 1632 года.

## Предыстория
После гибели Тилли в сражении на реке Лех император вновь призвал на службу Валленштейна, поручив ему набор большой армии и неограниченное командование ею.
Шведская армия расположилась в районе Нюрнберга на хорошо укреплённой позиции. Валленштейн не стал её атаковать, заявив:
Было проведено достаточно сражений. Пришло время испытать другой способ.
Имперская армия расположилась в укреплённом лагере в районе города Штейн, и занялась «малой войной». В августе 1632 года в результате контроля имперцами путей подвоза в шведской армии начал ощущаться большой недостаток продовольствия и фуража, вследствие чего начались болезни, в войсках возросла смертность. С целью деблокады Нюрнберга Густав II Адольф решил или вызвать Валленштейна на бой в полевых условиях, или же штурмовать укреплённый лагерь имперцев.

## Сражение
Имперцы не вышли из своего укреплённого лагеря. Шведский король приказал начать артиллерийский обстрел, а потом двинул свои войска на штурм. Основной целью шведов была «Альте Весте» — древнее укрепление на верхушке поросшего лесом холма. Если бы шведам удалось взять этот холм, то они могли бы установить там пушки, которые бы расстреляли имперский лагерь. Однако имперские войска подготовили оборону холма, вырыв траншеи и устроив засечные полосы из поваленных деревьев. Когда шведы истощили свои силы в атаках, кавалерия Валленштейна нанесла удар, и лишь шведский кавалерийский резерв спас шведскую армию от полного разгрома. Имперскими войсками был взят в плен командующий шведской артиллерией Леннарт Торстенссон.

## Итоги
Армия Густава Адольфа понесла большой урон и отступила к Нюрнбергу. Неудача подорвала авторитет шведов, завоёванный ими в предыдущих кампаниях.